# Tilleul de Macon
Le tilleul de Macon est un tilleul planté en 1714 et situé à Macon dans la commune de Momignies en province de Hainaut (Belgique).
Le tilleul de Macon et l'architecture de poteaux de bois et de poutres le soutenant sont classés comme monument le 16 septembre 1942 et repris sur la liste du patrimoine exceptionnel de la Région wallonne depuis 2016.

## Localisation
Le tilleul est situé au centre du village de Macon, sur la place Yvon Paul occupant le côté sud de l'église. La frontière française se trouve à environ 1 km.

## Historique
Ce tilleul a été planté en 1714 en remplacement d'un autre tilleul aujourd’hui disparu.
Au long des siècles, les archives le démontrent à foison, c'est bien sous ce tilleul que se tenaient les assemblées des « plaids généraux » au cours desquelles les manants de la « communauté de Macon » négociaient et défendaient leurs droits devant les Mayeur et échevins réunis représentant le seigneur et ce jusqu'à la fin de l'ancien régime. Dans les somptueux Albums de Croÿ constitués de gouaches datant de la fin du XVIe-début du XVIIe siècle, sur la planche consacrée au Villaige et mairie de Macon, figure bien un tilleul dressé à côté de l'église, la ramure taillée en deux houppes avec une charpente de soutien.
La tradition locale fait remonter au XVe siècle la présence d'un tilleul taillé à cet endroit ; elle est en tout cas attestée en 1603 par le Besogné de Chimay.
L'arbre actuel date de 1714 ; la poutraison qui le soutient de nos jours a été refaite en 1988. L'arbre a bénéficié de soins en 2014, le sol alentour a été décompacté et ses abords protégés.

## Description
Une structure de poteaux et de poutres de bois soutient le tilleul qui est taillé pour former trois niveaux. Les huit poteaux extérieurs soutiennent les poutres sur lesquelles le premier niveau des branches de l'arbre repose. Les quatre poteaux intérieurs prennent appui sur des murets de pierre et soutiennent les deux premiers niveaux du tilleul. Le troisième niveau se compose du centre de l'arbre et ne dépasse guère une hauteur de 8 m.

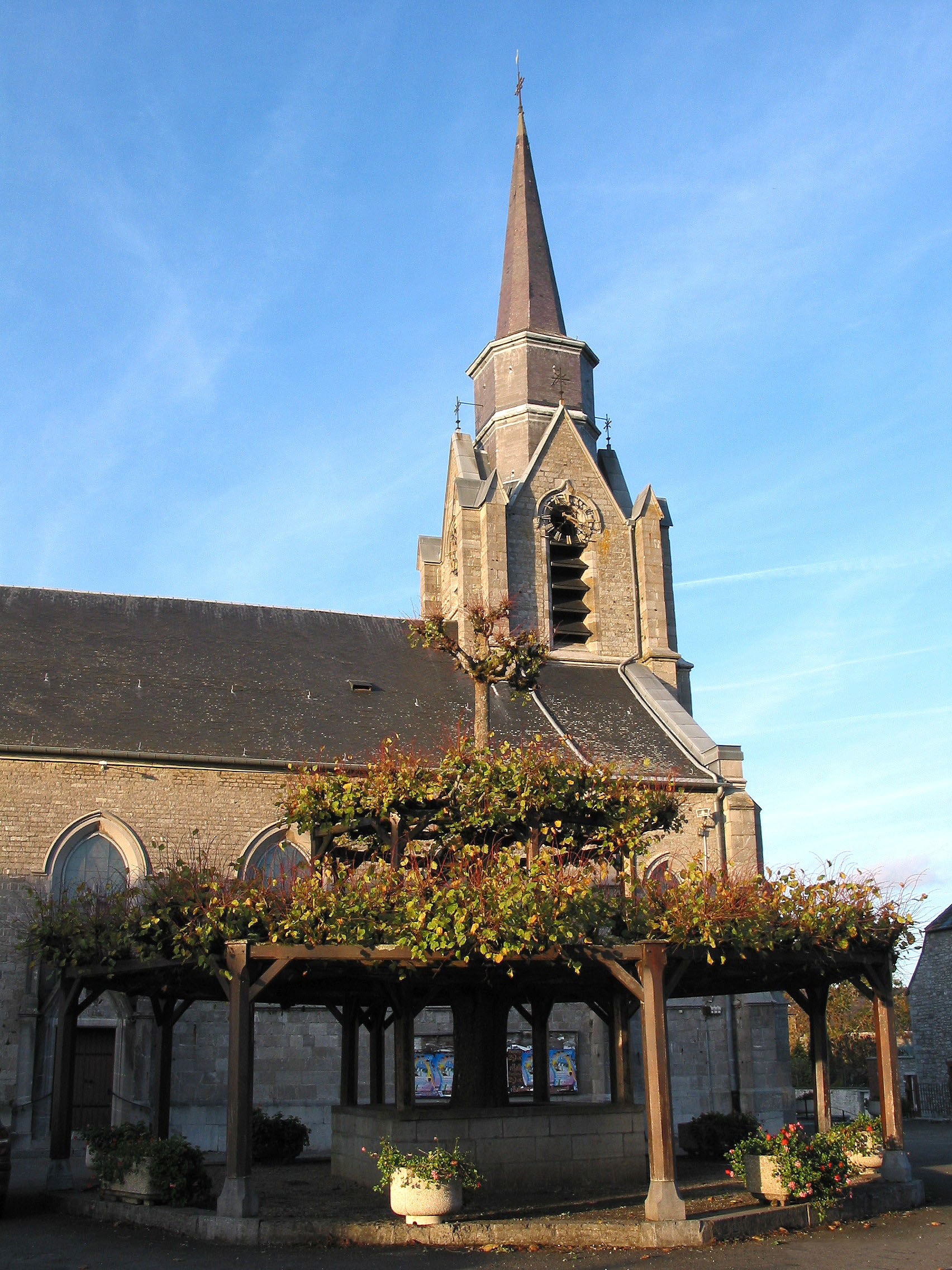

### Source et lien externe
- Stassen B., La Mémoire des arbres, le temps, la foi, la loi, tome 1, éditions Racine, Bruxelles, 2003, p. 240-243.